# Scheibenhard
Scheibenhard es una localidad y comuna francesa, situada en el departamento de Bajo Rin en la región de Alsacia. Su población estimada a finales de 2017 era de 822 habitantes.
La localidad forma parte de un núcleo de población franco-alemán con la localidad de Scheibenhardt, sin ningún tipo de separación física en la actualidad entre ambas localidades, aunque durante la pandemia de COVID-19 la calle se cortó con vallas y una cadena, a modo de cierre de frontera.

## Demografía
| 319 | 355 | 414 | 432 | 513 | 675 | 806 | 822 |
| Para los censos de 1962 a 1999 la población legal corresponde a la población sin duplicidades (Fuente: INSEE [Consultar]) |     |     |     |     |     |     |     |

## Personajes célebres
- Joseph Helffrich (1890-1971)